# ثریا شاوی
ثریا شاوی (عربی: ثريا الشاوي؛ زاده: ۱۴ دسامبر۱۹۳۶ - درگذشته: ۱ مارس ۱۹۵۶) اولین زن عرب خلبان مراکشی بود.

## زندگی‌نامه

### دوران کودکی
ثریا در ۱۴ دسامبر۱۹۳۶ در حومه القلقلیین قدیم در شهر فاس به دنیا آمد و از همان ابتدا به عروسک‌های مکانیکی علاقه داشت و جدا از بازیهای معمول کودکان به باز و بسته کردن این عروسکها می‌پرداخت. پدرش عبدالواحد شاوی یکی از کارگردانان پهنه تئاتر مراکش بود که با اندریه زوبادا یکی از کارگردانان فرانسوی، در زمانی که وی تصمیم به کارگردانی فیلم فاس گرفته بود همکاری می‌کرد.

### اولین پرواز
وی در کودکی به بیماری سینه دچار شد و پزشک پدرش را در فاس نصیحت کرد که دخترش را به فرودگاه شهر برده و از کسی در فرودگاه بخواهد که دخترش را به یک گشت وگذار هوایی در آسمان ببرد و گفت که این درمان بیماری اواست. پدر این ماجراجویی را پذیرفت و بدنبال کسی بود که بتواند بوی در محقق کردن توصیه پزشک کمک کرده و باعث شفای دخترش ثریا گردد. این امر محقق شد و او توانست در آسمان به پرواز در آید.

### آموزش خلبانی
تجربه اولین پرواز باعث شد که پرواز به عنوان هدف اصلی او در کودکی شود و توانست به مدرسه تیط ملیل در دارالبیضاء که کل خانواده بخاطر او به آنجا نقل مکان کرده بودند برای آموزش خلبانی وارد شود. وقتی ثریا وارد این مدرسه شد تنها ۱۶ سال داشت و برای یک دختر مراکشی تنها قرار گرفتن در میان نخبگان فرانسوی و اسپانیایی و ایتالیایی بسیار سخت بود.

## فعالیت‌ها
وقتی محمد خامس از تبعید بازگشت او در جشن استقبال وی که تمام مراکش را دربرگرفته بود شرکت کرد و کاغذهای رنگی را از آسمان و در حد فاصل رباط وسلا به وسیلهٔ هواپیمای تک موتوره به بیرون ریخت.

## ترور

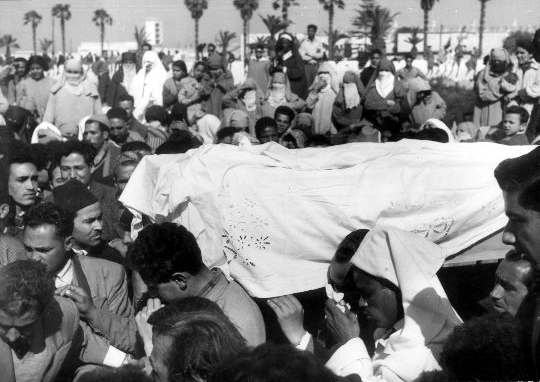
مراسم خاکسپاری ثریا شاوی

ثریا شاوی بارها در معرض ترور قرار گرفت که به شکست انجامید، اولین آن در اوایل آبان ۱۳۳۳ بود که یک گروه تروریستی فرانسوی یک بمب را در مقابل ویلایی در خیابان ألیسکاندر مالی که وی در آن سکونت داشت قرار دادند که باعث وارد آمدن خسارات مادی شد ولی کسی آسیب ندید.
در اول مارس ۱۹۵۶، یک روز قبل از اعلام استقلال مراکش از قیمومیت فرانسه وی را درحالی که ۱۹ سال داشت در خارج از خانه‌اش ترور کردند. براساس گفته احمد البخاری یک افسر سابق اطلاعات، یکی از نفرات شبه نظامی بنام احمد الطویل خواهان ازدواج با ثریا شاوی بود و هنگامی که با مخالفت او مواجه شد وی را به‌قتل رساند.